# Дольськ (пункт пропуску)
51°54′2.1″ пн. ш. 25°30′38.8″ сх. д. / 51.900583° пн. ш. 25.510778° сх. д.
Дольськ — пункт пропуску через державний кордон України на кордоні з Білоруссю.
Розташований у Волинській області, Любешівський район, поблизу однойменного села на автошляху Р14. Із білоруського боку знаходиться пункт пропуску «Мохро», Берестейська область, на трасі Р144 у напрямку Пінська й Іванова.
Вид пункту пропуску — автомобільний. Статус пункту пропуску — міжнародний.
Характер перевезень — пасажирський, вантажний.
Окрім радіологічного, митного та прикордонного контролю, пункт пропуску «Дольськ» може здійснювати фітосанітарний, ветеринарний, екологічний контроль та контроль Служби міжнародних автомобільних перевезень.
Пункт пропуску «Дольськ» входить до складу митного посту «Дольськ» Ягодинської митниці. Код пункту пропуску — 20509 13 00 (11).